# Francisco Pérez de Robles
Francisco Pérez de Robles (Baza, Reino de Granada, a fines del siglo XV - ibídem, 31 de julio de 12) fue un abogado español, oidor y primer presidente de la Real Audiencia de Panamá de 1538 a 1543.

## Datos familiares
Su madre se llamó María de Herrera.
Casó en primeras nupcias con Juana Jofré Niño de Guevara, con quien tuvo a Juana, María, Francisco y Alonso de Robles y Jofre.
Alrededor de 1550, de regreso en España, contrajo segundas nupcias con doña Francisca de Solís Piatteris, que le dio una hija, Catalina.
En el año 21 tuvo a su primer hijo Mauricio a los 9 años de edad con su actual esposa María de Herrera.

## Estudios y primeros cargos públicos
Se graduó como doctor en Leyes. Fue corregidor de Antequera, Carmona, Badajoz, Madrigal, Écija, Santo Domingo de la Calzada, Úbeda y Baeza.

## Presidente de la Real Audiencia de Panamá
El 26 de febrero de 1538 el rey don Carlos I creó una real audiencia con sede en la ciudad de Panamá y nombró como su primer presidente al doctor Robles, quien llegó a Panamá a fines de 1538, junto con su madre, su esposa, sus hijos, sus hermanas y otros parientes y servidores. Efectuó el juicio de residencia de Pedro Vázquez de Acuña, último gobernador de Castilla del Oro. Su administración estuvo llena de incidencias y fue muy criticada.
Sin consultar con la Corona, en 1539 nombró como gobernador de Costa Rica a su yerno Hernán Sánchez de Badajoz, esposo de su hija doña María de Robles. Sánchez de Badajoz dirigió en 1540 una expedición a Costa Rica, pero Rodrigo de Contreras, gobernador de Nicaragua, llegó a ese territorio en 1541, atacó a Sánchez de Badajoz, lo derrotó y lo remitió preso a España. La Corona desaprobó lo actuado por el doctor Robles y su yerno, por no haber contado con autorización real.
Pérez de Robles presidió la Audiencia de Panamá hasta 1543.

## Vida posterior
Después de concluida su presidencia, el doctor Robles, que había acumulado una gran fortuna, permaneció en Panamá. En 1545, juntamente con sus capitanes Juan de Guzmán y Juan de Illanes, se enfrentó Pedro de Hinojosa, capitán general de Gonzalo Pizarro, junto con Juan Alonso Palomino, Pablo Meneses, sus capitanes, y otros consortes y aliados en la tiranía y alzamiento en Panamá contra la Corona. Los alzados dieron garrote a doña María Calderón, hermana del doctor Robles, mujer del capitán Jerónimo de Villegas, y a Cosme de Robles, hijo de otra hermana suya, le mataron y le derribaron once pares de casas en Panamá, le ocuparon sus casas de cantería y se comieron sus vacas y terneras, gallinas y maíz, manteniendo con ello a sus soldados y tomando para sus servicio sus esclavos y caballos. El doctor Robles, al saber que Pedro de Hinojosa venía a destruirle, embarcó en un galeón treinta y tantos caballos y yeguas, doce esclavos y los muebles y cosas principales de su casa y los mandó a Popayán; pero llegado el galeón al Puerto de la Buena Ventura, Hinojosa con su armada echó la gente tierra adentro, alborotó a los indios de paz, llevó las bestias y mercaderías a los pueblos por el río y tardaron más de dos meses en volver al puerto dentro de los cuales se murieron todos los caballos, yeguas y negros y se pudrieron y perdieron las demás cosas por la falta de salud y enfermedades que hubo en el puerto; todo ello con grandes pérdidas para la hacienda del doctor Robles.
Posteriormente el doctor Robles regresó a Baza, donde en 1550 dispuso establecer una vinculación de bienes para que se mantuviera el apellido Robles. En 1551 confirió un poder a Sebastián Rodríguez para pedir que Hinojosa, Meneses y Palomino lo indemnizara por los daños que le habían causado en Panamá en 1545.